# 廣熙郡
广熙郡，中国南北朝时设置的郡。
南朝齐齐武帝时置广熙郡，属广州。治所在龙乡县（今广东罗定市东南）。下辖龙乡县、罗平县、宾化县、宁乡县、长化县、定昌县、永熙县、宝宁县。辖境相当今广东省罗定市及云浮市、阳春市等部分地区。南朝梁移治安遂县（今广东郁南县东南连滩镇）。南陈属于建州。下辖安遂县、永熙县、安南县、罗平县、宁乡县、长化县、定昌县、宝宁县。隋灭陈，下辖安遂县、永熙县、安南县，隋文帝废广熙郡，县入建州。